# 京浜電気鉄道1号形電車
京浜電気鉄道1号形電車（けいひんでんきてつどう1ごうがたでんしゃ）は、京浜電気鉄道（京浜急行電鉄の前身）が1904年（明治37年）から1907年（明治40年）にかけて導入したボギー電車。

## 概要

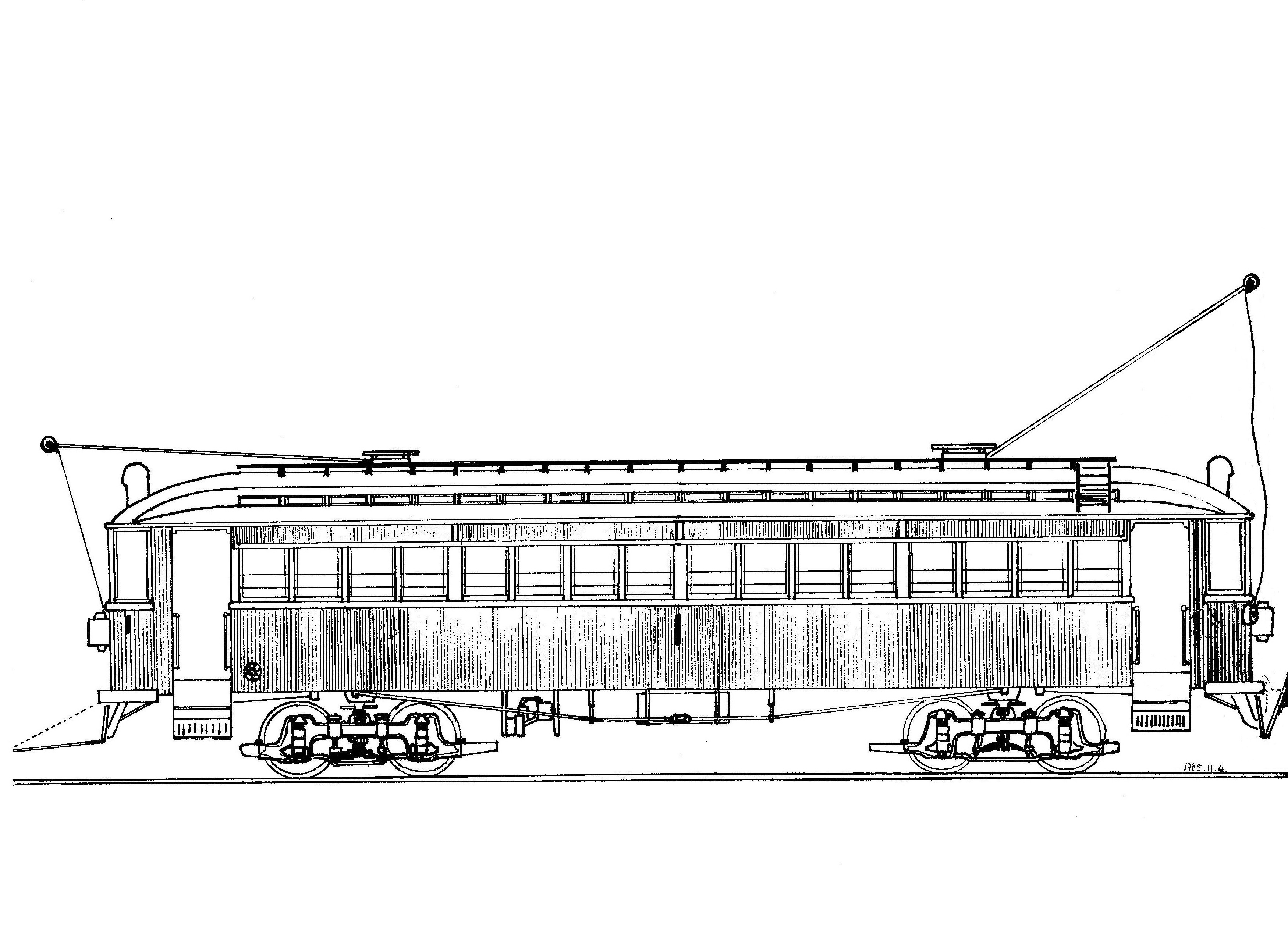
1号形側面図

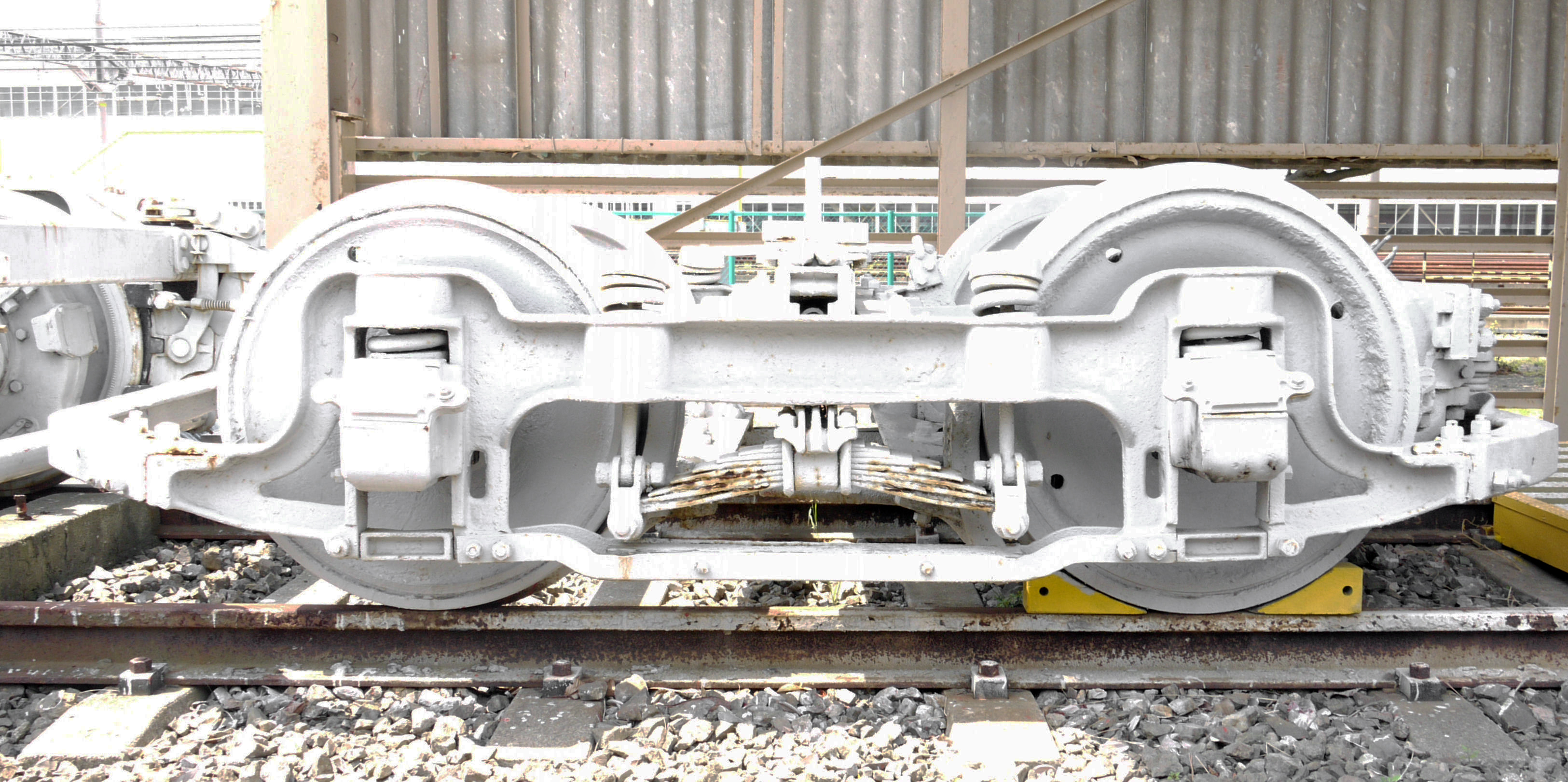
ペックハム14-B-3台車
久里浜工場に保存されているもの

デハ5110形→デハ110形となった後の姿

京浜間全通に備え、1904年（明治37年）に1から10の10両を大塚工場（現・古河産機システムズ）で、後に15両を1905年（明治38年） - 1907年（明治40年）にかけて番号順に毎年5両ずつ天野工場（現・日本車輌製造1905年製）、大塚工場（1906年製）、東京車輌（1907年製）で新造した。日本初の2軸ボギー式台車・空気ブレーキを装備した電車であった。
木造のモニター屋根、丸妻の正面三枚窓、開放デッキ、トロリーポール集電、救助網付きの路面電車形である。最初の10両の座席はクロスシート。座席間隔は車体が短いためか若干狭かった。
屋根の形状は特に前面の部分が前期車と後期車では形状が大きく異なっていた。
乗客増加のため2年後にロングシートに改造されている。後の15両は当初からロングシートだった。
主要機器は全て米国製で台車がペックハム14-B-3、電動機はゼネラルエレクトリックの50馬力が4台、圧搾空気式ブレーキとなっていた。
事故廃車となった18が全長短縮、中央扉化、モータ2個撤去などの大規模な改造を受け101号形101となったが、乗降に時間がかかり、加速も遅いことから他車よりも早く廃車となった。この廃車体は場所を転々をしながら1980年代まで久里浜工場に残存しており、その後車体は解体されたが台車のみが保存されている。

鋼製車の増備により1925年（大正14年）に子会社の海岸電軌に1 - 10が10両揃って移籍した。海岸電軌が鶴見臨港鉄道に買収後、1937年（昭和12年）同線廃止時に廃車、解体された。
一部車両は自社川崎工場で29号形と同様の車体に乗せ換え、1924年（大正13年）改造分は11号形、1925年（大正14年）改造分は14号形なった。前者は改造時両端2扉で後年車体中央に扉を設置し、1933年（昭和8年）に制御車化された。後者は改造時から3扉との説が有力である。東急合併時に11号形はクハ5200形に、14号形はデハ5110形とされた。戦後はデハ420形割り当ての見返りとして地方私鉄に供出、11号形は福井鉄道モハ100形となった。14号形は京急分離の際デハ110形なったが大師線昇圧により廃車、111は長岡鉄道へ、112は高松琴平電気鉄道20形となった。

## 主要諸元
- 全長 - 13,335mm
- 全幅 - 2,388mm
- 全高 - 3,607mm
- 定員 - 76名
- 主電動機 - GE製50馬力×4
- 台車 - ペックハム 14-B-3